# Augustine Tolton
Augusto Tolton (Misuri, 1 de abril de 1854 - Chicago, 9 de julio de 1897), sacerdote católico estadounidense, considerado el primer afrodescendiente ordenado en el país (James Augustine Healy, ordenado en 1854, y Patrick Francis Healy, ordenado en 1864, eran cuarterones: hijos de una mulata y un blanco).

## Biografía
Sacerdote estadounidense negro, hijo de esclavos, durante la Guerra de Secesión se mudó con su familia a Quincy, donde todos trabajaron en una fábrica de cigarros. Su madre era católica y el padre Peter McGirr, un sacerdote inmigrante irlandés, le apoyó en su vocación y le permitió asistir a la escuela de la iglesia parroquial en invierno, cuando la fábrica cerraba, ignorando las quejas de muchos feligreses disgustados por que estudiara con sus hijos blancos. A pesar del apoyo de McGirr, el joven seminarista fue rechazado en todos los seminarios a los que postuló. Viendo que los sacerdotes blancos estadounidenses le ignoraban y menospreciaban por su raza, a pesar de sus grandes cualidades, el padre McGirr le ayudó a viajar a Roma, y allí fue ordenado sacerdote en 1886.
Aun con renombre como predicador, en Quincy fue objeto de críticas negativas tanto por parte de los católicos blancos como de los pastores evangélicos negros, que no querían que atrajera a los suyos a otra denominación cristiana; para alejarle de esa hostilidad, en 1889, se le asignó a la diócesis de Chicago, donde encontró la ayuda de Santa Katherine Drexel (1858-1955), religiosa estadounidense, de quien sería el Padre Tolton su confesor.
Al cuidado de la nueva parroquia de Santa Mónica y los católicos negros de Chicago, adquirió renombre como el primer sacerdote negro de Estados Unidos, asistiendo a conferencias y eventos de la jerarquía católica. El 8 de julio de 1897, durante una fuerte ola de calor, el padre Tolton colapsó y murió a la edad de 43 años. Después de un funeral asistido por cien sacerdotes, fue enterrado en Quincy siguiendo su expreso deseo.
Su causa de beatificación se abrió en 2010, y en junio de 2019 fue proclamado Venerable por el Papa Francisco.